# Tanjung Aur (Tebo Ulu)
Tanjung Aur is een bestuurslaag in het regentschap Tebo van de provincie Jambi, Indonesië. Tanjung Aur telt 1211 inwoners (volkstelling 2010).